# Cristòfor Taltabull i Balaguer
Cristòfor Taltabull i Balaguer (* 28. Juli 1888 in Barcelona; † 1. Mai 1964 ebenda) war ein katalanischer Komponist und Musikpädagoge.

## Leben und Werk
Taltabull war Klavierschüler von Claudi Martínez i Imbert und Josep Font, die beide selbst Tintorer-Schüler waren. Komposition studierte er bei Felip Pedrell. 1907 und 1908 führte er erste eigene Kompositionen in Barcelona auf. Dann ging er nach München, wo er Musikanalyse, -ästhetik und -theorie bei den Professoren Wiedermeyer und Friedrich Klose studierte. Zusätzlich wurde er Kompositionsschüler von Max Reger.
Nach einem kurzen Aufenthalt in Barcelona ließ sich Taltabull ab 1912 in Paris nieder, um zunächst seine Ausbildung bei den Professoren A. Gedalge und Ch. Tournemire fortzusetzen. 1914 heiratete er Léa Masson. Er nahm eine vielseitige berufliche Tätigkeit im Bereich der Musik auf. Er komponierte, gab Klavierkonzerte und arrangierte Notenausgabe für den Verlag Durand i Salabert.
1940 kehrte er – bedingt durch den Zweiten Weltkrieg – nach Barcelona zurück und blieb dort dauerhaft. Er fand dort zunächst keine seiner Ausbildung und seinem Können gemäße Stellung. Er leitete Chöre und wirkte als Musikkritiker. Sein privates musikpädagogisches Wirken wurde allerdings hoch geschätzt. Er wurde damit einer derjenigen, die das kulturelle Leben in Barcelona nach dem Bürgerkrieg wieder ans Laufen brachten. Zu seinen Schülern gehörten prominente Komponisten wie Xavier Benguerel, Angel Cerdà, Joan Guinjoan, Josep Maria Mestres i Quadreny und Josep Soler. Die ästhetische Vielfalt dieser Komponisten demonstriert die herausragenden pädagogischen Fähigkeiten Taltabull, die die Schüler ihre je eigene Tonsprache finden ließ. 
Von seinem Kompositionswerk sind nur einige Stücke erhalten geblieben: Das Fragment einer Passion, Klavierauszüge für Bühnenmusiken, der symphonische Prolog für ein Drama (1909), Klaviervariationen über ein Thema von Max Reger (1908), Variationen über ein Thema von Bach, eine Sonatine für Klavier (1910) und ein Präludium. Er komponierte Lieder: Zwei in französischer Sprache und die fünf Cançons xineses (Chinesische Lieder), von denen vier von Josep Carner in die katalanische Sprache übertragen wurden. Die Kompositionen für Chor sind zahlreicher und werden in verschiedenen Archiven bewahrt. Die Werke der Frühphase zeigen vor allen Dingen Taltabulls Verehrung für Max Reger. Die späteren Werke stehen dem französischen Impressionismus näher. 
Das didaktische Werk von Taltabull wird zusammen mit persönlichen Dokumenten in der Musikabteilung der Biblioteca de Catalunya aufbewahrt.